# La Radiolina
A La Radiolina Manu Chao 2007-ben megjelent, ötödik szólóalbuma.

## Számok
1. 13 Días
2. Tristeza Maleza
3. Politik Kills
4. Rainin In Paradize
5. Besoin de la Lune
6. El Kitapena
7. Me Llaman Calle
8. A Cosa
9. The Bleedin Clown
10. Mundorévès
11. El Hoyo
12. La Vida Tómbola
13. Mala Fama
14. Panik Panik
15. Otro Mundo
16. Piccola Radiolina
17. Y Ahora Que?
18. Mama Cuchara
19. Siberia
20. Soñe Otro Mundo
21. Amalucada Vida